# Malabaila burnatiana
Malabaila burnatiana är en flockblommig växtart som beskrevs av Theodor Heinrich von Heldreich. Malabaila burnatiana ingår i släktet Malabaila och familjen flockblommiga växter. Inga underarter finns listade i Catalogue of Life.